# Onychothemis celebensis
Onychothemis celebensis là loài chuồn chuồn trong họ Libellulidae. Loài này được Ris mô tả khoa học đầu tiên năm 1912.